# Egipán
Egipán o Aegipán (en griego, Αιγίπαν: Aigípan, es decir, la «cabra-Pan»), en la mitología griega, era una criatura mitológica identificada con Pan o bien se trata de una criatura diferente. Aunque tiene un origen tardío en al menos una pintura de vasos atenienses Egipán y Pan aparecen codo con codo como dos divinidades distintas en el séquito de Dioniso.
En cuanto a su filiación, Egipán es descrito como hijo simplemente de una cabra, o de Zeus y la cabra *Bétide o Betis (nombre que se ha conservado corrupto), o bien de Zeus y Ega (Aix), la esposa de Pan, o incluso se dice hijo de Hermes sin especificar la consorte (aunque el texto se refiere al «Pan de Corico»). De acuerdo con una tradición romana mencionada por Plutarco, Egipán habría surgido de la relación sexual incestuosa entre Valeria de Tusculum y su padre Valerio, y era considerado como Silvano con otro nombre.
Egócero («Capricornio») es un epíteto de Pan, que hace referencia a su aspecto con cuernos de cabra, pero es más comúnmente el nombre dado a uno de los signos del zodíaco. Escritores tardíos, como Plinio el Viejo, utilizaron los términos «egipanes» u «oegipanes» para describir a una raza de hombres salvajes con aspecto de sátiros que se decía residían en Libia.

## Mitología

### Astronomía poética
Evémero dice que una tal Ega era la esposa de Pan. Cuando fue abrazada por Jove (Zeus) tuvo un hijo al que llamó hijo de Pan. Así que el niño fue llamado Egipán, y Jove (Júpiter), Egíoco. Como le tenía mucho cariño, colocó en su memoria la forma de una cabra entre las estrellas.
El catasterismo de Capricornio se refiere a Egipán, a quien Júpiter quiso poner entre las constelaciones porque tanto él como Egipán fueron criados por una nodriza que era una cabra. Los sacerdotes egipcios y algunos poetas cuentan que una vez, cuando muchos dioses se habían reunido en Egipto, de repente Tifón, un monstruo extremadamente feroz y enemigo mortal de los dioses, llegó a aquel lugar. Aterrorizados por él, cambiaron sus formas por otras: Mercurio (Hermes) se convirtió en un ibis, Apolo en el pájaro que se llama tracio y Diana (Artemisa) en un gato. Por esta razón dicen que los egipcios no permiten que se hiera a estas criaturas, porque son llamadas representaciones de los dioses. En esta misma época, dicen, Pan se arrojó al río, haciendo de la parte inferior de su cuerpo un pez, y del resto una cabra, y así escapó de Tifón. Júpiter, admirado por su astucia, colocó su imagen entre las estrellas.

### Eratóstenes
«Egócero («Capricornio») es de aspecto semejante a Egipán, del que ha surgido. Tiene de animal las partes inferiores de su cuerpo, así como cuernos en la cabeza. Recibió honor por haberse criado junto a Zeus, según declara Epiménides, el que elaboró la historia de las Créticas: estaba con él en el Ida cuando guerreó contra los titanes. Se cree que éste descubrió la caracola con la que armó a los aliados merced al tono del eco que recibe el nombre de «pánico»: ante él salieron huyendo los titanes. Tras hacerse con el poder, Zeus lo situó entre los astros, así como a su madre la cabra. Y por haber descubierto la caracola en el mar tiene como distintivo una cola de pez».

### Apolodoro
En la Biblioteca mitológica se dice que Tifón, enlazando a Zeus con sus anillos, los sujetó, le quitó la hoz y le cortó los tendones de manos y pies; luego lo transportó sobre sus hombros a través del mar hasta Cilicia y al llegar lo abandonó en la cueva Coricia. Asimismo dejó allí los tendones ocultos en la piel de un oso y puso como guardián a la dragona Delfine, medio animal, medio mujer. Pero Hermes y Egipán sin ser vistos robaron los tendones y se los restauraron a Zeus. Éste recobró su fuerza y así pudo enfrentarse a Tifón.

### Opiano
«Y tú (Hermes) confiaste el arte de las profundidades al Pan de Corico (Egipán), tu hijo, que dicen fue el salvador de Zeus — el salvador de Zeus pero matador de Tifón— . Porque él engañó al terrible Tifón con la promesa de un banquete de peces para salir de su ancho foso y venir a la orilla del mar, donde los veloces relámpagos y las ardientes sacudidas de los rayos le abatieron; y, abrasado por la lluvia de fuego, golpeó sus cien cabezas sobre las rocas, azotado por todas partes como lana. Y todavía ahora las rubias riberas cerca del mar están enrojecidas con la sangre de la batalla de Tifón».

### Suda
La Suda llama a Pan Haliplancto («que ronda el mar») porque se supone que atrapó a Tifón con una red.